# Список військовослужбовців Сумської області, які загинули внаслідок російсько-української війни (з 2014)
У статті наведено список загиблих у російсько-українській війні військових, добровольців та волонтерів уродженців Сумської області (щонайменше 85 осіб). 

## Список загиблих

### 2025

#### Серпень
| №  | Прізвище, ім'я, по-батькові         | Дата й місце народження                             | Формування | Звання            | Дата загибелі             | Район загибелі                                                      | Обставини | Похований                                              |
| -- | ----------------------------------- | --------------------------------------------------- | --- | ----------------- | ------------------------- | ------------------------------------------------------------------- | --- | ------------------------------------------------------ |
| 1  | Івашко Андрій Олександрович         | 1980, м. Кролевець                                  | , військовослужбовець підрозділу 58 ОМБр | Старший сержант   | 24 лютого 2022            | поблизу м. Глухова на Сумщині                                       | Загинув в боях з агресором в ході відбиття російського вторгнення в Україну |                                                        |
| 2  | Свіргун Ольга Анатоліївна           | 1988, м. Глухів                                     | військовослужбовець підрозділу 9 ОМПБ «Вінницькі скіфи» 59 ОМПБр | Солдат            | 24 лютого 2022            | поблизу м. Олешки в Херсонській області                             | Загинула при виконанні бойового завдання, коли разом з побратимами потрапила у ворожу засідку | Похована в м. Гайсині.                                 |
| 3  | Чалий Віталій Володимирович         | 23 березня 1976, м. Глухів                          | ДПСУ (підрозділ — не уточнено) | Старший сержант   | 24 лютого 2022            | поблизу м. Щастя на Луганщині                                       | Загинув в боях з агресором в ході відбиття російського вторгнення в Україну |                                                        |
| 4  | Лисенко Володимир Іванович          | 25 червня 1967, м. Охтирка                          | командир стрілецької роти 154-го окремого батальйону територіальної оборони 117 ОБрТрО ЗС України Неодноразово обирався депутатом Охтирської міськради. 2014 року висувався кандидатом на посаду міського голови в м. Охтирка. Працював керівником приватного підприємства. Учасник Революції Гідності. Займався активною волонтерською діяльністю. Член ГО «Спілка воїнів АТО, ООС російсько-української війни „Непереможні“»                                       | Капітан           | 24 лютого 2022            | в боях за Охтирку                                                   | |                                                        |
| 5  | Білаш Олександр Сергійович          | 10 травня 1989, м. Суми                             | співробітник підрозділу Національної поліції України (підрозділ — не уточнено). | Майор поліції     | (дата підлягає уточненню) | (місце — не уточнено)                                               | Загинув в боях з агресором в ході відбиття російського вторгнення в Україну |                                                        |
| 6  | Бурим Віталій Олексійович           | 12 червня 1983, м. Конотоп                          | Сумського ПрикЗ ДПСУ. Навчався у Конотопській спеціалізованій школі № 3. По закінченні школи, 1998 р. вступив до Роменського сільськогосподарського технікуму, по закінченні якого отримав спеціальність — механік сільськогосподарської техніки. З 2000 по 2002 р. проходив строкову службу в ЗСУ. Згодом підписав контракт з ДПСУ. Безпосереднім місцем роботи став Сумський прикордонний загін (м. Середина-Буда). Охороняв рубежі України на заставі Стара Гута. | Майстер-сержант   | 26 лютого 2022            | Загинув у Чернігові внаслідок проникаючого вогнепального поранення. | З першого дня повномасштабного вторгнення чинив героїчний спротив російським окупантам. Змінивши місце дислокації, до останнього подиху знищував ворога в м. Чернігів. Залишилися дружина та син. |                                                        |
| 7  | Кондрух Андрій Леонідович           | 21 листопада 1983, с. Підлипне (Конотопський район) | військовослужбовець підрозділу ДПСУ (підрозділ — не уточнено). Закінчив школу в рідному селі. Професію здобув у Конотопському ПТУ № 4. Після проходження строкової служби підписав контракт з Державною прикордонною службою України | Штаб-сержант      | 26 лютого 2022            | м. Чернігів                                                         | Загинув під час обстрілу Чернігова |                                                        |
| 8  | Головань Євгеній Анатолійович       | 14 березня 1997, м. Конотоп                         | ДПСУ (підрозділ — не уточнено). Випускник Конотопської ЗОШ І-ІІ ст. №11 та Конотопської ДЮСШ Михайла Маміашвілі. У 2014-2018 рр. навчався в Сумському державному педагогічному університеті та продовжив спортивну кар’єру в Сумській школі вищої спортивної майстерності. Неодноразовий чемпіон України з лижних гонок, майстер спорту України з лижних гонок. | Старший сержант   | 26 лютого 2022            | Загинув від проникаючого осколкового поранення під Черніговом.      | |                                                        |
| 9  | Скоробагатько Владислав Миколайович | м. Білопілля                                        | військовослужбовець ЗС України (підрозділ — не уточнено). Залишилася велика родина, перед загибеллю він став дідусем | Сержант           | 26 лютого 2022            | на Чернігівщині                                                     | За інформацією міського голови Білопілля у результаті бойових дій загинули два захисники з цього міста                                                                                            | Похований 1 квітня 2022 року в м. Білопілля            |
| 10 | Котенко Дмитро Миколайович          | 21 рік, Краснопільщина                              | Військовослужбовець ЗС України (підрозділ — не уточнено), старший стрілець механізованого відділення | Лейтенант         | 26 лютого 2022            | поблизу м. Олешки на Херсонщині                                     | Загинув під час виконання бойового завдання внаслідок обстрілу російської авіації під час російського вторгнення в Україну                                                                        | Похований на Личаківському кладовищі у Львові          |
| 11 | Білоконь Максим Віталійович         | ? м. Ромни                                          | командир танку підрозділу 1 ОТБр. В 2015 році закінчив ліцей ім. І. Г. Харитоненка ДПСУ (м. Суми). В подальшому закінчив танковий факультет НАСВ ім. гетьмана Петра Сагайдачного | Старший лейтенант | 27 лютого 2022            | м. Чернігів                                                         | Загинув під час відбиття атаки ворога, при цьому знищив ворожу ДРГ та два танки противника. |                                                        |
| 12 | Кірсанов Олександр Миколайович      | ? м. Білопілля                                      | військовослужбовець ЗС України (підрозділ — не уточнено) | Старший лейтенант | 27 лютого 2022            |                                                                     | За інформацією міського голови Білопілля у результаті бойових дій загинули два захисники з цього міста.                                                                                           |                                                        |
| 13 | Смілян Олександр Васильович         | 37 років, с. Капустинці Роменський район            | ДПСУ (підрозділ — не уточнено). Навчався в Маловисторопському сільськогосподарському технікумі, отримав фах ветеринара. Далі була строкова служба в ЗСУ. 2014 року захищав Батьківщину під час бойових дій у східній Україні | Майстер-сержант   | 27 лютого 2022            | (місце — не уточнено)                                               | Загинув в боях з агресором в ході відбиття російського вторгнення в Україну від кульового поранення                                                                                               |                                                        |
| 14 | Хроменко Вадим Володимирович        | м. Шостка                                           | Військовослужбовець ЗС України (підрозділ — не уточнено). Учасник АТО. В 2016 р. знаходився безпосередньо в гарячих точках Донецької та Луганської областей. До війни працював пожежним і кінологом. Залишилися дружина, дві доньки та онук. |                   | 27 лютого 2022            | (місце — не уточнено)                                               | Загинув в боях з агресором в ході відбиття російського вторгнення в Україну | Похований в м. Шостці                                  |
| 15 | ?                                   | м. Шостка                                           | Військовослужбовець ЗС України (підрозділ — не уточнено) |                   | 27 лютого 2022            | (місце — не уточнено)                                               | Загинув в боях з агресором в ході відбиття російського вторгнення в Україну під Києвом (інформація Шосткинського міського голови Миколи Ноги)                                                     |                                                        |
| 16 | ?                                   | м. Шостка                                           | Військовослужбовець ЗС України (підрозділ — не уточнено) |                   | 27 лютого 2022            | (місце — не уточнено)                                               | Загинув в боях з агресором в ході відбиття російського вторгнення в Україну під Києвом (інформація Шосткинського міського голови Миколи Ноги)                                                     |                                                        |
| 17 | Шостак Олександр Андрійович         | м. Ромни                                            | Військовослужбовець ЗС України (підрозділ — не уточнено), старший стрілець механізованого відділення | Старший солдат    | 27 лютого 2022            | (місце — не уточнено)                                               | Загинув під час виконання бойового завдання внаслідок обстрілу російської авіації під час російського вторгнення в Україну                                                                        | Похований 14 травня 2022 року на Алеї Слави в м. Ромни |

#### Березень
| №  | Прізвище, ім'я, по-батькові                                | Дата й місце народження | Формування | Звання                  | Дата загибелі                                         | Район загибелі                                       | Обставини | Похований                                                                                                   |  |
| -- | ---------------------------------------------------------- | --- | --- | ----------------------- | ----------------------------------------------------- | ---------------------------------------------------- | --- | --- |  |
| 1  | Петрущенко Олександр                                       | ? мешканець смт Свеса Ямпільський район | Військовослужбовець ЗС України (підрозділ — не уточнено). Залишився син. |                         | 1 березня 2022                                        | с. Миронівка поблизу околиці м. Шостки на Сумщині    | Загинув у бою з дрг агресора на блокпосту. | |  |
| 2  | Кулик Олександр Васильович                                 | 24 травня 1957, Середина-Буда | військовослужбовець ТрО ЗС України. Заслужений тренер України з велоспорту, суддя 1 категорії, директор СОТ «Орлятко». |                         | 1 березня 2022                                        | під селищем Низи на Сумщині                          | Загинув у бою з російськими загарбниками | |  |
| 3  | Леонтенко Сергій Олександрович                             | | командир 153-го окремого батальйону територіальної оборони (в/ч А7319) Сил ТрО ЗС України | Майор                   | 1 березня 2022                                        | Загинув (причина та місце — не уточнені)             | | Похований у м. Шостці на Сумщині.                                                                           |  |
| 4  | Ступін Вадим Вікторович                                    | 2001, м. Білопілля. Дружина на час загибелі чекала дитину, на час поховання бул — у лікарні | ДПСУ (підрозділ — не уточнено). | Старший сержант         | 1 березня 2022                                        | на Чернігівщині                                      | За інформацією міського голови Білопілля у результаті бойових дій загинули два захисники з цього міста | Похований 1 квітня 2022 року в м. Білопілля                                                                 |  |
| 5  | Савченко Віталій                                           | мешканець м. Білопілля | |                         |                                                       | (причина та місце — не уточнені)                     | загинув у результаті обстрілу | [ 29 ] |  |
| 6  | Бринжала Олександр Петрович                                | м. Охтирка | льотчик 1 класу 40 БрТА. Навчався в Охтирській середній школі №5. Випускник ХНУПС ім. Івана Кожедуба | Майор                   | 2 березня 2022                                        | біля Києва                                           | Вночі пара українських МіГ-29, один з яких пілотував Олександр Бринжала, вийшла на перехоплення дванадцяти російських винищувачів. Майор Бринжала підбив два ворожі літаки, після чого був збитий і не встиг катапультуватися. Нагороджений орденом «Богдана Хмельницького» III ступеня (посмертно). | |  |
| 7  | Галицький Микола Миколайович                               | м. Ворожба Білопільського району | ДПСУ | Старший сержант         | 3 березня 2022                                        | м. Чернігів                                          | отримав осколкові поранення, несумісні з життям обороняючи Чернігів | похований у м. Ворожба                                                                                      |  |
| 9  | Бердинов Роман                                             | м. Шостка | військовослужбовець 13 ОМПБ «Чернігів-1» 58 ОМБр |                         | 4 березня 2022 (орієнтовно)                           | (місце — не уточнено)                                | Загинув у боях з російським окупантом | |  |
| 10 | Сєрік Владислав                                            | 21 рік, м. Буринь | військовослужбовець ЗС України (підрозділ — не уточнено) |                         | 4 березня 2022                                        | м. Київ                                              | Загинув під час оборони | Похований в м. Бурині                                                                                       |  |
| 11 | Доля Олексій Іванович                                      | с. Буйвалове Конотопський район | співробітник ГУР Міністерства оборони України. Закінчив Сумську та Одеську воєнну академію | капітан                 | 5 березня 2022 (орієнтовно)                           |                                                      | Загинув при виконанні бойового спецзавдання | |  |
| 12 | ??                                                         | | військовослужбовець ЗС України, територіальна оборона (підрозділ — не уточнено) |                         | 5 березня 2022                                        | м. Ромни                                             | В Ромнах російські військові обстріляли місцеву заправку. Російські військові розпочали вести прицільний вогонь по теробороні. Один боєць загинув, двоє - поранені, повідомив голова Сумської обласної військової адміністрації Дмитро Живицький | |  |
| 13 | Вигоняйло Роман                                            | 45 років, мешканець м. Суми | Заступник командира роти з технічної частини 15 ОМПБ «Суми» 58 ОМПБр. На війні — від самого початку вторгнення російських військ в Україну у 2014 р. Залишилися дружина та два сини |                         | (дата підлягає уточненню)                             | на Чернігівщині                                      | Загинув в боях з агресором на початку березня в ході відбиття російського вторгнення в Україну | Похований на Алеї Героїв Баранівського кладовища в м. Сумах                                                 |  |
| 14 | Никипорець Олександр Миколайович                           | Мешканець м. Шостка | військовослужбовець 13 ОМПБ «Чернігів-1» 58 ОМБр |                         | 6 березня 2022 (орієнтовно)                           | (місце — не уточнено)                                | Загинув в боях з російським окупантом | |  |
| 15 | Бережний Віталій Дмитрович                                 | 2 квітня 2001, м. Глухів | 10 ОГШБр. Вихованець клубу «Мужність». | Солдат                  | 7 березня 2022                                        | поблизу м. Києва                                     | Загинув в боях з російським окупантом. Нагороджений орденом «За мужність» III ступеня (посмертно) | |  |
| 16 | Грідчин Максим Валерійович                                 | 31 серпня 1988, селище Краснопілля Краснопільського району (нині Сумського району) | начальник відділення бойової та спеціальної підготовки 12-тої бригади оперативного призначення Національної гвардії України | Підполковник            | 7 березня 2022                                        | на одному з найтяжчих напрямків оборони м. Маріуполя | під час ведення запеклих боїв зазнав смертельного поранення. Помер наступного дня | |  |
| 17 | Педич Володимир Олексійович                                | 12 квітня 1976, с. Колядинець Липоводолинський район (нині - Роменський район) | військовослужбовець 27 РЕАБр. В ЗС України був призваний за частковою мобілізацією у квітні 2014 р. Брав участь в обороні м. Слов'янська, де отримав поранення. Після лікування знову був знову направлений на передову. Брав участь у бойових діях поблизу с. Піски Донецької області, де тривали бої за Донецький аеропорт. Був командиром відділення зенітної установки ЗУ-23-2. 28 лютого 2022 р. знову став на захист України. | Сержант                 | 7 березня 2022                                        | (місце — не уточнено)                                | Загинув в боях з агресором під час обстрілу системами залпового вогню "Смерч" | Похований в с. Колядинець                                                                                   |  |
| 18 | Куленко Роман Віталійович                                  | 13 серпня 1995 | Загін Сумської територіальної оборони |                         | 7 березня 2022                                        | (місце — не уточнено)                                | Загинув у ході бойового завдання, коли з Євгеном Степаненком розвідували бойову колону російських військових. Вони їхали в одній автівці, квадрокоптером відслідковували колону. І натрапили на засідку. Їхню машину розстріляли, вони вискочили з машини, і вбивці їх просто добили: наскрізне вогнепальне поранення, пошкодження головного мозку. В стані клінічної смерті, з вогнепальними пораненнями голови доставили до однієї з сумських лікарень. Проводились реанімаційні заходи, але вони не мали успіху | Похований 9 березня в Сумах на Алеї Героїв Центрального кладовища                                           |  |
| 19 | Степаненко Євген Вікторович                                | 12 квітня 1976 Після початку війни одразу пішов у тероборону. В нього залишилася 6-річна донька, дружина та мама. | Загін Сумської територіальної оборони |                         | 7 березня 2022                                        | (місце — не уточнено)                                | Загинув у ході бойового завдання, коли з Романом Куленком розвідували бойову колону російських військових. Вони їхали в одній автівці, квадрокоптером відслідковували колону. І натрапили на засідку. Їхню машину розстріляли, вони вискочили з машини, і вбивці їх просто добили: наскрізне вогнепальне поранення, пошкодження головного мозку. В стані клінічної смерті, з вогнепальними пораненнями голови доставили до однієї з сумських лікарень. Проводились реанімаційні заходи, але вони не мали успіху    | Похований 9 березня в Сумах на Алеї Героїв Центрального кладовища                                           |  |
| 20 | ??                                                         | | Загін Сумської територіальної оборони |                         | 7 березня 2022                                        | (місце — не уточнено)                                | Загинув у ході бойового завдання, коли з Євгеном Степаненком розвідували бойову колону російських військових | |  |
| 21 | ??                                                         | | Загін Сумської територіальної оборони |                         | 7 березня 2022                                        | (місце — не уточнено)                                | | |  |
| 22 | Виходець Володимир Васильович                              | с. Мефедівка Шосткинський район. Мешканець селища Вороніж неподалік м. Шостки | військовослужбовець ЗС України (підрозділ — не уточнено). Залишилася дружина та малолітня донька. | Солдат                  | 8 березня 2022                                        | (місце — не уточнено)                                | Загинув в боях з агресором в ході відбиття російського вторгнення в Україну. | |  |
| 23 | Пономаренко Олексій Сергійович                             | 30 років, уродженець Сумщини | Національної поліції України у Київській області | Старший сержант поліції | 9 березня 2022                                        | с. Демидів (Вишгородський район) на Київщині         | Загинув від вогню окупантів під час евакуації населення | |  |
| 24 | Подставка Євгеній Іванович                                 | 5 березня 1984, с. Полошки Глухівського району | військовослужбовець 16 ОМПБ «Полтава» 58 ОМПБр | Майстер-сержант         |                                                       | с. Лукашівка                                         | Загинув під час виконання бойового завдання на Чернігівщині | Похований 10 квітня в с. Полошки                                                                            |  |
| 25 | Максимович Олександр Володимирович                         | 9 квітня 1978, м. Глухів | командир відділення першого мінометного взводу другої мінометної батареї 16 ОМПБ «Полтава» 58 ОМПБр | Старший прапорщик       |                                                       | на підступах до м. Києва                             | Загинув, отримавши смертельне поранення у боях | Похований у м. Глухові.                                                                                     |  |
| 26 | Гавриленко Сергій Анатолійович                             | с. Хухра Охтирський район | військовослужбовець ЗС України (підрозділ — не уточнено). Колишній голова Охтирської РДА Сумської області | Капітан                 | 12 березня 2022                                       | м. Харків                                            | Загинув в боях з агресором у ході відбиття російського вторгнення в Україну | Похований в с. Хухра на Сумщині.                                                                            |  |
| 27 | Бойченко Олександр                                         | м. Буринь | військовослужбовець ЗС України (підрозділ — не уточнено) | Майор                   | 13 березня 2022                                       | м. Київ                                              | Загинув під час оборони міста | Похований на Лук'янівському кладовищі в м. Києві.                                                           |  |
| 28 | Базарний Олександр Семенович                               | с. Слобода Сумська область | військовослужбовець підрозділу 58 ОМПБр. Учасник ООС. Залишилася донька | Старший солдат          | 13 березня 2022                                       | (місце — не уточнено)                                | Загинув в боях з російським окупантом . | |  |
| 29 | Абрамчук Віталій Васильович                                | 38 років, м. Глухів | проходив службу на КПВВ «Щастя» у складі Третього Луганського прикордонного загону ДПСУ. Раніше проходив службу у Сумському прикордонному загоні | Штаб-сержант            | 13 березня 2022                                       | Загинув в м. Щастя на Луганщині                      | | Похований в м. Глухові на Вознесенському кладовищі.                                                         |  |
| 30 | Шерстюк Владислав                                          | м. Суми Ніс військову службу в добровольчому батальйоні з травня 2014 р., потім заключив контракт, служив у 27-мій реактивній артилерійській бригаді. Після повномасштабного російського вторгнення відразу пішов добровольцем | (підрозділ — не уточнено). |                         | 13 березня 2022                                       | під с. Нижня Сироватка                               | Разом з групою добровольців 26 лютого 2022 року вступив у бій з російськими окупантами, отримав поранення в живіт і в голову. Після поранення іще 15 діб боровся за життя. Помер у лікарні | Похований 15 березня 2022 року на Центральному кладовищі м. Суми                                            |  |
| 31 | Сітак Андрій Геннадійович                                  | Мешканець с. Герасимівки Роменський район | військовослужбовець ЗС України (підрозділ — не уточнено). Повний кавалер ордена «За мужність» (04.03.2022, 19.03.2022, 11.04.2022 (посмертно)). | Солдат                  | 18 березня 2022 (орієнтовно)                          | (місце — не уточнено)                                | Згідно з повідомленням Роменської РДА та міського голови м. Ромни, військовослужбовець помер внаслідок поранення, яке отримав в боях з агресором в ході відбиття російського вторгнення в Україну. | |  |
| 32 | Короткий Анатолій Михайлович                               | 23 грудня 1968 с. Обложки Глухівський район | старший водій-гранатометник 16-го окремого мотопіхотного батальйону «Полтава» 58 ОМПБр. Учасник ООС. Залишилися дві доньки | Старший сержант         | 18 березня 2022                                       | (місце — не уточнено)                                | Загинув в боях з російським окупантом на підступах до Києва. | Похований 21 березня 2022 року в с. Обложки                                                                 |  |
| 33 | Мовчан Руслан                                              | скульптор, викладач, голова ЦК «Образотворче мистецтво, декоративне мистецтво, реставрація» Сумського фахового коледжу мистецтв і культури імені Д. Бортнянського                                                              | (підрозділ — не уточнено) |                         | 18 березня 2022 (орієнтовно)                          | біля с. Низи Сумського району                        | загинув у бою | Похований 21 березня 2022 року в м. Суми                                                                    |  |
| 34 | Вашук Олександр Миколайович                                | 21 грудня 1980, м. Глухів | інспектор-кінолог першої категорії ДПСУ. Залишились мама, дружина, 12-річний син. | Старший майстер-сержант | 21 березня 2022                                       | Загинув під Черніговом                               | | Похований в м. Глухові                                                                                      |  |
| 35 | Мартиновський Іван Петрович                                | м. Тростянець. Був одним із перших добровольців. У чоловіка залишилися жінка та діти. | член добровольчого формування Тростянецької територіальної громади №1 | доброволець             | 21 березня 2022                                       | біля м. Тростянець (місце — не уточнено)             | Під час бою перебував на першій лінії вогню й загинув намагаючись звільнити своє рідне місто. заводив війська 93-ї бригади "Холодний Яр" в місто. Під час наступу ЗСУ відбулося зіткнення з російськими військовими, які займали оборону біля ретранслятора, районної лікарні та ДП "Тростянецьке лісове господарство". | 14 червня 2022 року його перепоховали на Алеї Героїв у Тростянці                                            |  |
| 36 | Щелинський Владислав Олексійович                           | м. Суми | , командир 1-ї самохідної артилерійської батареї самохідного артилерійського дивізіону бригадно-артилерійської групи 36 ОБрМП. Батько та дідусь — військові артилеристи, а покійний дядько служив у морській піхоті. 2019 року закінчив Національну академію сухопутних військ імені гетьмана Петра Сагайдачного. В грудні 2021 р. став випускником магістратури ННІ фізичної культури СумДПУ імені А. С. Макаренка. Після розподілу потрапив у морську піхоту. Спочатку обіймав посаду командира взводу протитанкового дивізіоні, а в квітні 2021 р. став командиром самохідної артилерійської батареї. Курсантом входив до збірної академії з військового багатоборства.                                               | Старший лейтенант       | 22 березня 2022                                       | Загинув під час оборони Маріуполя.                   | | |  |
| 37 | Саєв Сергій                                                | с. Самотоївка, Краснопільська селищна громада | (підрозділ — не уточнено) |                         |                                                       | м. Миколаїв                                          | | Похований 28 березня 2022 року в с. Самотоївка Краснопільської громади                                      |  |
| 38 | Саєв Дмитро                                                | с. Самотоївка, Краснопільська селищна громада | (підрозділ — не уточнено) |                         |                                                       | м. Миколаїв                                          | | Похований 28 березня 2022 року в с. Самотоївка Краснопільської громади                                      |  |
| 39 | Пилипченко Іван                                            | м. Суми, 60 років | |                         | 28 березня 2022                                       | м. Чернігів                                          | | Похований 1 квітня 2022 року на Баранівському кладовищі м. Суми                                             |  |
| 40 | Ігнатенко Данііл                                           | 6 травня 2003, м. Суми | Військовослужбовець ЗС України - 95-ї окремої десантно-штурмової бригади. Нагороджений орденом «За мужність» ІІІ ступеня. Випускник сумської Класичної гімназії. Займався в “Барсі”, грав за “Ю-17”. Служив строкову службу в житомирській бригаді, оформився на контракт. |                         | 27 березня 2022                                       | на Харківщині                                        | Загинув внаслідок мінно-вибухового поранення | Похований 7 квітня в Сумах на Алеї Героїв Центрального кладовища                                            |  |
| 41 | Євдокимов Дмитро Володимирович («Реверс») або («Реверанс») | 4 жовтня 1998, м. Тростянець | військовослужбовець ЗС України (підрозділ — не уточнено). Закінчив Сумський обласний ліцей-інтернат для талановитої та обдарованої молоді. Брав активну участь у Сумській обласній Малій академії наук. Був активним учасником, а потім — інструктором патріотичного юнацького табору «Коловрат» на Сумщині, один з організаторів масштабного фестивалю «З України — в Україну». Навчався на історичному факультеті Київського Національного Університету Тараса Шевченка, але на 3-му курсі взяв академічну відпустку. Пройшов військову службу в 199-му навчальному центрі Десантно–штурмових військ України та в 95 ОДШБр. З початком російського вторгнення в Україну, 26 лютого 2022 р. був призваний до ЗС України | Солдат                  | 29 березня 2022                                       | в боях за Київ                                       | Загинув з російськими окупантами на Житомирському напрямку | Похований в рідному місті Тростянці на Сумщині. Нагороджений орденом «За мужність» III ступеня (посмертно). |  |
| 42 | Бірюк В’ячеслав Миколайович                                | с. Полошки Глухівського району | військовослужбовець 2-го полку охорони особливо важливих державних об'єктів (2-го Шосткинського полку) Національної гвардії України. Після закінчення загальноосвітньої школи у м. Шостка В'ячеслав у 1988—1993 роках навчався Сумське музичному училищі імені Дмитра Бортнянського. У Шостці керував квінтетом «Сіверський», на основі якого наступного року було створено кавер бенду «Пітер» (також під його керівництвом). Також він грав на трубі, служив у військовій частині 3022 у м. Шостка | майстер-сержант         | 30 березня 2022                                       | в боях за Київ                                       | | Похований в м. Шостка 3 квітня 2022 р.                                                                      |  |
| 43 | Кагальняк Андрій Германович                                | 1962, м. Шостка | військовослужбовець 2-го полку охорони особливо важливих державних об'єктів (2-го Шосткинського полку) Національної гвардії України | Старший солдат          | 30 березня 2022                                       | в боях за Київ                                       | | Похований в м. Шостка 3 квітня 2022 р.                                                                      |  |
| 44 | Коляда Анатолій Юрійович                                   | м. Шостка | військовослужбовець 2-го полку охорони особливо важливих державних об'єктів (2-го Шосткинського полку) Національної гвардії України | Головний сержант        | 30 березня 2022                                       | в боях за Київ                                       | | Похований в м. Шостка 3 квітня 2022 р.                                                                      |  |
| 45 | Сніжко Олег Сергійович                                     | с. Присеймів'я Попівської сільської ради Конотопського району. Навчався в ДПТНЗ « Конотопське ВПУ » за професією «Електрогазозварник, газорізальник».                                                                          | військовослужбовець 58 ОМБр | Солдат                  | (дата — не уточнено, стало відомо 1 квітня 2022 року) | (місце — не уточнено)                                | | |  |
| 46 | Верхотуров Володимир Михайлович                            | 30 листопада 1988 м. Шостка | Військовослужбовець 81 ОАБр ЗС України. Навчався у школі №4, згодом з червоним дипломом закінчив Шосткинський центр професійно-технічної освіти. Після строкової служби в ракетних військах працював на заводі «Імпульс». У 2010 р. став студентом академії банківської справи у Сумах. Отримав червоний диплом і ступінь магістра. Після чого добровольцем пішов боронити рідну землю у 2015 р. До повномасштабного наступу Росії він працював у банку, виконував миротворчу місію в республіці Афганістан, працював на круїзному лайнері. Воював у складі 81-шої окремої аеромобільної бригади на першій лінії вогню                                                                                                   |                         | 31 березня 2022                                       | (місце — не уточнено)                                | | Похований 5 квітня 2022 року на кладовищі у мікрорайоні Капсуль м. Шостка                                   |  |

#### Квітень
| №  | Прізвище, ім'я, по-батькові              | Дата й місце народження                                           | Формування | Звання           | Дата загибелі                | Район загибелі                                     | Обставини | Похований                                                                    |
| -- | ---------------------------------------- | ----------------------------------------------------------------- | --- | ---------------- | ---------------------------- | -------------------------------------------------- | --- | ---------------------------------------------------------------------------- |
| 1  | Ковальчук Євген Володимирович            | 6 вересня 1992, м. Глухів                                         | , військовослужбовець 15-го окремого мотопіхотного батальйону «Суми» 58 ОМБр | Капітан          | 1 квітня 2022                | м. Чернігів                                        | Його автівка натрапила на міну, коли він допомагав евакуювати людей | Похований 4 квітня 2022 року в м. Суми                                       |
| 2  | Бучичев Євген Миколайович                | 6 січня 1997, с. Скуносове                                        | боєць 4-го батальйону ДУК ПС. До початку російського вторгнення в Україну понад три роки проходив військову службу у ЗС України. 24 лютого 2022 р. приєднався до ДУК «Правий сектор». | Сержант          | 1 квітня 2022 (орієнтовно)   | в боях під Харковом                                | Загинув під час виконання бойового завдання на початку квітня 2022 року від осколкового поранення                                                                      |                                                                              |
| 3  | Харлашко Денис                           | 14 квітня 2002                                                    | військовослужбовець ЗС України (підрозділ — не уточнено). Закінчив навчання в сумській школі № 17, був студентом заочної форми навчання інституту фізичної культури Сумського педунівеситету. |                  | 3 квітня 2022 (стало відомо) | (місце — не уточнено)                              | | Похований 6 квітня 2022 року на Алеї слави Центрального кладовища в м. Суми  |
| 4  | Волинський Владислав Вадимович («Укроп») | 14 жовтня 1995, с. Ярмолинці Роменський район                     | Командир відділення добровольчого батальйону «ОДЧ Карпатська Січ». Навчався у Коржівській ЗОШ І–III ступенів. Брав участь у боях на Донеччині. З перших днів російського вторгнення в Україну взяв до рук зброю. За високі бойові якості був призначений командиром відділення ще під час бойових дій у м. Бровари поблизу Києва. Залишилися батьки |                  | 11 квітня 2022               | на ізюмському напрямку на Харківщині               | Загинув при виконанні бойового завдання |                                                                              |
| 5  | Кулик Віталій Романович                  | 30 жовтня 2000, м. Кролевець                                      | , військовослужбовець артилерійського взводу 58 ОМБр | Солдат           | 14 квітня 2022               | м. Київ                                            | Отримав тяжке поранення у боях з російськими окупантами поблизу м. Ніжина на Чернігівщині. Помер в лікувальному закладі м. Києва.                                      | Похований 15 квітня 2022 року в м. Кролевець                                 |
| 6  | Андрусенко Юрій Миколайович              | Роменська міська громада                                          | військовослужбовець ЗС України (підрозділ — не уточнено). Начальник штабу-перший заступник командира військової частини 7384 | підполковник     | 14 квітня 2022               | (місце — не уточнено) Дніпропетровська область     | | Похований 17 квітня 2022 року в м. Ромни                                     |
| 7  | Приходько Євгеній Олексійович            | 18 квітня 2000, с. Велика Чернеччина Сумський район               | , військовослужбовець 95 ОДШБр. Служив водієм. | Солдат           | 14 квітня 2022               | під с. Довгеньке Ізюмського району на Харківщині   | | Похований 2 травня 2022 року в м. Суми на Алеї Слави Баранівського кладовища |
| 8  | Ворона Артур Олександрович               | 19 березня 1995, 27 років, м. Суми                                | військовослужбовець 12 БрОП Національної гвардії України. З 25 лютого 2015 р. виконував обов’язки кулеметника у складі ОЗСП «Азов» | Старший солдат   | 15 квітня 2022               | на "Азовсталі"                                     | Загинув в боях під час оборони м. Маріуполя, вбив снайпер під час переходу групи з однієї позиції на іншу                                                              |                                                                              |
| 9  | Кононенко Олександр Володимирович        | 14 жовтня 1994, с. Калинівка (Роменський район), Роменський район | заступник командира механізованого батальйону з артилерії 17 ОТБр. Закінчив школу в сусідній Миколаївці. Після закінчення школи став військовослужбовцем за контрактом у військовій частині поблизу Києва. Був призначений на посаду старший механік радіорелейної станції зв’язку. Прослуживши місяця три, звернувся до командира роти, аби вчитися далі і поступив на навчання до НАСВ імені гетьмана Петра Сагайдачного у м. Львові за фахом артилериста. Випустився лейтенантом і з того часу служив в 17 танковій бригаді. Учасник АТО/ООС. Після російського вторгнення в Україну знову прибув до найгарячіших точок війни. Залишилися дружина та малолітній син. | Майор            | 20 квітня 2022               | поблизу смт Новотошківське Луганської області      | 13 квітня під час ведення бойових дій був важко поранений та евакуйований до м. Дніпра. Тиждень лікарі боролися за його життя, але від бойових поранень, офіцер помер. | Похований 24 квітня 2022 року в Ромнах                                       |
| 10 | Мозольов Віталій Юрійович                | 1978, м. Дружба, Шосткинський район                               | ДПСУ (підрозділ — не уточнено). З 2000 р. служив в прикордонних військах України "Сумський прикордонний загін". З 2021 р. проходив службу у відділі прикордонної служби Золоте "Луганський прикордонний загін". | Майстер-сержант  | 21 квітня 2022               | у смт Ямпіль Донецької області                     | в бою з російськими солдатами отримав поранення несумісне з життям | похований 27 квітня 2022 року в м. Дружба                                    |
| 11 | Мірошніченко Олексій Сергійович          | 1975, м. Суми                                                     | військовослужбовець 27 РЕАБр. У ЗСУ служив з 2017 р., був командиром бойової машини реактивної артилерійської батареї, учасник АТО. | Старший сержант  | 23 квітня 2022               | на Ізюмському напрямку                             | згинув у бою | похований 28 квітня 2022 року на Баранівському кладовищі в м. Суми           |
| 12 | Дорошенко Віталій Миколайович            | 9 лютого 1992, с. Обложки, Глухівський район                      | командир бойової машини обслуги реактивної артилерійської батареї 27 РАБр. Після закінчення 9 класів у Обложківському НВК навчався у Глухівському агроколеджі СНАУ, де опанував професію техніка-електрика. Після навчання проходив строкову службу в Збройних силах України. Контракт із ЗСУ підписав у 2017 р. Залишилися дружина та син. | Старший сержант  | 25 квітня 2022               | на Харківщині                                      | загинув в результаті ворожого обстрілу | похований у с. Обложки Березівської сільської громади.                       |
| 13 | Химич Юрій Якович                        |                                                                   | військовослужбовець 27 РАБр | Старший солдат   | 25 квітня 2022 (орієнтовно)  | на Харківщині                                      | загинув в результаті ворожого обстрілу |                                                                              |
| 14 | Карась Віталій Васильович                |                                                                   | військовослужбовець 27 РАБр | Солдат           | 25 квітня 2022 (орієнтовно)  | на Харківщині                                      | загинув в результаті ворожого обстрілу |                                                                              |
| 15 | Дергай Анатолій Вікторович               |                                                                   | військовослужбовець 27 РАБр | Солдат           | 25 квітня 2022 (орієнтовно)  | на Харківщині                                      | загинув в результаті ворожого обстрілу |                                                                              |
| 16 | Куриленко Олександр Вікторович           |                                                                   | військовослужбовець 27 РАБр | Солдат           | 25 квітня 2022 (орієнтовно)  | на Харківщині                                      | загинув в результаті ворожого обстрілу |                                                                              |
| 17 | Палій Денис Ігорович                     |                                                                   | військовослужбовець 27 РАБр | Солдат           | 25 квітня 2022 (орієнтовно)  | на Харківщині                                      | загинув в результаті ворожого обстрілу |                                                                              |
| 18 | Водень Роман Михайлович                  | 1989, м. Шостка                                                   | військовослужбовець окремого загону спеціального призначення НГУ «Азов» НГУ | Головний сержант | 26 квітня 2022               | м. Маріуполь                                       | [ 116 ] [ 117 ] |                                                                              |
| 19 | Долгов Дмитро Олександрович              | 2000, м. Суми                                                     | військовослужбовець 24 ОМБр | старший солдат   | 29 квітня 2022               | поблизу м. Золоте на Луганщині                     | Загинув унаслідок масованого артилерійського обстрілу |                                                                              |
| 20 | Мотузка Максим                           | 2000, м. Суми                                                     | боєць 4-го батальйону ДУК ПС. Очолював Сумську обласну організацію "Права молодь". Навчався в Сумському ПТУ № 12, який закінчив за спеціальністю кухаря. |                  | 30 квітня 2022 (орієнтовно)  | біля м. Мар'їнка Покровського району під Донецьком | Загинув внаслідок артобстрілу військами РФ | Похований 3 травня у м. Суми на Алеї Слави Баранівського кладовища           |

#### Травень
| Прізвище, ім'я, по-батькові          | Дата й місце народження | Формування | Звання                  | Дата загибелі                 | Район загибелі                                                                                | Обставини | Похований                                                                 |
| ------------------------------------ | --- | --- | ----------------------- | ----------------------------- | --------------------------------------------------------------------------------------------- | --- | ------------------------------------------------------------------------- |
| Кондрашевський Віталій Олександрович | | 15-й окремий мотопіхотний батальйон «Суми» (в/ч А4532) Військовослужбовець ЗС України (підрозділ — не уточнено) | Сержант                 | до 5 травня 2022 року         | Загинув (причина та місце — не уточнені)                                                      | Загинув, згідно Указу Президента України |                                                                           |
| Заболотний Олександр Миколайович     | Білопільський район | військовослужбовець підрозділу ДПС України (підрозділ — не уточнено) | Старший майстер-сержант | 5 травня 2022                 | Загинув під час захисту Державного кордону України (місце — не уточнено)                      | | Похований 7 травня 2022 року в м. Білопіллі                               |
| Лапченко Ростислав Олександрович     | Білопільський район | військовослужбовець підрозділу ДПС України (підрозділ — не уточнено) | Головний сержант        | 5 травня 2022                 | Загинув під час захисту Державного кордону України (місце — не уточнено)                      | | Похований 7 травня 2022 року в м. Білопіллі                               |
| Мамочка Віталій Олексійович          | Білопільський район | військовослужбовець підрозділу ДПС України (підрозділ — не уточнено) | Головний сержант        | 5 травня 2022                 | Загинув під час захисту Державного кордону України (місце — не уточнено)                      | | Похований 7 травня 2022 року в м. Білопіллі                               |
| Герасько Антон Юрійович              | м. Ромни | Військовослужбовець ЗС України (підрозділ — не уточнено). Закінчив у 2013 році Роменську загальноосвітню школу № 8. |                         | до 6 травня 2022 року         | Загинув (причина та місце — не уточнені), воював під Маріуполем                               | Загинув у ході бойових дій | Похований 7 травня 2022 року в м. Ромни на Алеї Слави                     |
| Максимов Микола Валерійович          | 18 липня 1987 м. Глухів | 15 ОМПБ «Суми» 58 ОМПБр. | сержант                 | 6 травня 2022                 | під Попасною (з 2020 р. - Попаснянської міської громади Сєвєродонецького району) на Луганщині | Похований 12 травня 2022 року на Веригинському кладовищі м. Глухова |                                                                           |
| Дем'янченко Микола                   | грудня 1996 Роменський район | випускник Роменського фахового коледжу Сумського національного аграрного університету. | старший солдат          | 8 травня 2022                 | Луганська область                                                                             | |                                                                           |
| Оленін Андрій                        | 21 рік, с. Русанівка (з 2020 р. - Липоводолинської селищної громади Роменського району) | |                         | 7 травня 2022                 | на Донеччині                                                                                  | | Похований 17 травня 2022 року                                             |
| Єременко Володимир Олексійович       | 30 серпня 1962 с. Кучерівка Глухівський район | водій-механік БМП 16 ОМПБ «Полтава» 58 ОМПБр. Працював міліціонером, в 2019 р. підписав контракт із ЗСУ, двічі був у зоні АТО та ООС |                         | 10 травня 2022                | Луганська область                                                                             | | Похований 18 травня 2022 року на Новогребельському кладовищі м. Глухова   |
| Ступаченко Олександр Олександрович   | 14 лютого 1986, м. Глухів Глухівський район | командир розвідувального взводу 16 ОМПБ «Полтава» 58 ОМПБр. Закінчив Глухівську школу-інтернат, навчався у ВПУ та на заочному відділенні в Глухівському коледжі СНАУ. 2016 р. підписав контракт із ЗСУ, неодноразово був у зоні АТО та ООС. У першому шлюбі залишилася донька                                                                      | Старший сержант         | 10 травня 2022                | Луганська область                                                                             | | Похований 18 травня 2022 року на Вознесенському кладовищі м. Глухова      |
| Сидько Ігор Іванович                 | сел. Вороніж Шосткинського району | військовослужбовець ЗС України (підрозділ — не уточнено). Народився в багатодітній родині, здобув освіту в школі № 8, вивчився на тракториста. Працював на заводі «Імпульс» та на пилорамі, а пізніше – кухарем. У 2014 р. пішов добровольцем на фронт, а пізніше – вступив до батальйону «Донбас».                                                | Старший солдат          | 11 травня 2022 (стало відомо) |                                                                                               | | Похований 12 травня 2022 року в м. Шостка                                 |
| Федько Богдан Олександрович          | 25 років, с. Хмелів Роменського району | військовослужбовець ЗС України (підрозділ — не уточнено). Закінчив Глухівський медичний фаховий коледж. У 22 роки підписав контракт на військову службу у ЗСУ. | Старший солдат          | 11 травня 2022                |                                                                                               | Загинув від отриманих поранень внаслідок вибуху | Похований 15 травня 2022 року в с. Хмелів Роменського району              |
| Куценко Сергій Іванович              | 17 вересня 1977, м. Білопілля | військовослужбовець ЗС України (підрозділ — не уточнено). У 2014 р. мобілізований і протягом року ніс службу на сході України. У лютому 2020 р. підписав контракт та поїхав у зону проведення ООС. Був водієм. Залишилася донька Яна. | Сержант                 | 12 травня 2022                | на Ізюмському напрямку                                                                        | | Похований 15 травня 2022 року на центральному кладовищі у м. Білопілля    |
| Сапун Марина Володимирівна           | м. Шостка. Залишилися діти Валерія та Сергій | військовослужбовець ЗС України (підрозділ — не уточнено). Випускниця першої школи, медик за освітою. Працювала у пологовому відділенні Шосткинської ЦРЛ. У 2020 р. вступила до лав Збройних сил України. |                         | 15 травня 2022                | загинула внаслідок артилерійського обстрілу                                                   | | Похована 19 травня 2022 року у м. Шостка                                  |
| Луцковський Дмитро                   | 45 років | військовослужбовець ЗС України (підрозділ — не уточнено). був заступником командира роти з морально-психологічного забезпечення. Закінчив Сумське артучилище, ніс військову службу в Одесі, звільнився з війська. Заступник командира роти охорони з морально-психологічного забезпечення Сумського міського територіального центру комплектування | Старший лейтенант       | 13 травня 2022                | помер внаслідок гострої серцевої недостатності                                                | | Похований 14 травня 2022 року Алеї Героїв Баранівського кладовища м. Суми |
| Поповченко Олександр Володимирович   | 3 січня 1978 м. Глухів Глухівський район | інспектор прикордонної служби другої категорії відділу прикордонної служби "Глухів" ДПС України | Старший сержант         | 16 травня 2022                | Загинув під час захисту Державного кордону України (місце — не уточнено)                      | | Похований у Глухові                                                       |
| Ворошов Володимир Сергійович         | 11 лютого 1999, м. Суми. Мешканець смт Варва Чернігівська область. | військовослужбовець ЗС України (підрозділ — не уточнено). Навчався у Варвинській районній гімназії, по закінченні 9 класів якої вступив до Роменського коледжу. В період з 2018 до 2019 р. проходив строкову військову службу. 2020—2021 рр. — перебував на контрактній службі. Учасник ООС.                                                       | Солдат                  | 16 травня 2022                | поблизу с. Тернової Харківської області                                                       | З початку російського вторгнення в Україну добровольцем пішов на фронт й служив у харківському підрозділі. Загинув під час виконання бойового завдання. Залишились батьки, брат, молода дружина, бабусі та дідусь.. |                                                                           |
| Семененко Євгенія Володимирівна      | 25 років, с. Залізничне Сумська область. Навчалася в школі у рідному селі. Після школи вступила до Лебединського фахового медичного коледжу ім. професора М. І. Ситенка, з якого випустилася в 2017 р. | бойовий медик 1-ї мотострілецької роти 1-го мотострілецького батальйону 72 ОМБр. 2017 року стала до складу ЗС України, захищаючи Україну в зоні АТО. Під час служби в ЗС України придбала будинок в Боромлі і переїхала туди разом зі старшою сестрою і мамою.                                                                                     | Сержант                 | 30 травня 2022                | Загинула в Херсонській області                                                                | Загинула, коли в машину швидкої допомоги, на якій евакуйовували пораненого, влучила ракета. |                                                                           |
|                                      | | |                         |                               |                                                                                               | |                                                                           |
|                                      | | |                         |                               |                                                                                               | |                                                                           |